# جعبة (يريم)

تعديل مصدري - تعديل

جعبة محلة تابعة لقرية شهصان، التابعة لعزلة ارياب بمديرية يريم إحدى مديريات محافظة إب في الجمهورية اليمنية.، بلغ تعداد سكانها 125 حسب تعداد اليمن لعام 2004.